# Se ciega x amor
Se ciega x amor es el undécimo álbum de estudio de Camela, lanzado en el año 2006. Se destaca la colaboración del artista El Fary, en la canción «Mi viaje» Juana La Tobala junto a un coro Gospel en «Se ciega por amor». 

## Pistas
| Se ciega X amor |                           |                                            |          |  |
| N.º             | Título                    | Escritor(es)                               | Duración |  |
| 1.              | «Me he enamorado»         | Rubén Martín Muñoz, Dionisio Martín Lobato | 4:36     |  |
| 2.              | «El deseo es cosa de dos» | M.Ángeles Muñoz Dueñas                     | 3:44     |  |
| 3.              | «Mi viaje ft El Fary»     | M.Ángeles Muñoz Dueñas, Rubén Martín Muñoz | 4:15     |  |
| 4.              | «Sin tu amor»             | Rubén Martín Muñoz                         | 3:57     |  |
| 5.              | «Has cambiado mi vida»    | M.Ángeles Muñoz Dueñas                     | 4:31     |  |
| 6.              | «No te puedo dar más»     | M.Ángeles Muñoz Dueñas                     | 4:00     |  |
| 7.              | «Te pido perdón»          | Dionisio Martín Lobato                     | 4:01     |  |
| 8.              | «Se ciega por amor»       | Rubén Martín Muñoz, Dionisio Martín Lobato | 5:11     |  |
| 9.              | «Tus ojos, mi perdición»  | M.Ángeles Muñoz Dueñas                     | 4:27     |  |
| 10.             | «Se va»                   | Rubén Martín Muñoz, Dionisio Martín Lobato | 3:36     |  |
| 42:00           |                           |                                            |          |  |

## Listas
| Lista  | Proveedor  | Posición | Certificación | Ventas  |
| ------ | ---------- | -------- | ------------- | ------- |
| España | Promusicae | 1        | 1x Platino    | 80 000+ |

- Datos: Q6122699